# Google Alerts
Google Alerts — служба виявлення та повідомлення про зміну контенту від пошукової системи Google. Служба відправляє користувачеві повідомлення на електронну пошту, коли знаходить нові результати, такі як вебсторінки, газетні статті, блоги або наукові дослідження, які відповідають пошуковим запитам користувача. У 2003 році Google запустив Google Alerts, який був результатом зусиль Нага Катару. Його ім'я є на трьох патентах для Google Alerts.
Google повідомив, що система не працює належним чином станом на 2013 рік: «У нас виникли деякі проблеми — попередження були не такими всеосяжними, як хотілося б». Однак служба як і раніше функціонує і повністю доступна у всьому світі. Google Alerts як і раніше зіштовхується з критичними проблемами продуктивності й тимчасовою регіональною недоступністю, але технічна підтримка Google успішно розв'язує проблеми, про які повідомляють користувачі на офіційному форумі.